# Acacia georgensis
Acacia georgensis är en ärtväxtart som beskrevs av Mary Douglas Tindale. Acacia georgensis ingår i släktet akacior, och familjen ärtväxter. Inga underarter finns listade i Catalogue of Life.